# (35603) 1998 HP124
1998 HP124 (asteroide 35603) é um asteroide da cintura principal. Possui uma excentricidade de 0.00561900 e uma inclinação de 6.36005º.
Este asteroide foi descoberto no dia 23 de abril de 1998 por LINEAR em Socorro.